# Eupogonius dubiosus
Eupogonius dubiosus es una especie de escarabajo longicornio del género Eupogonius, tribu Desmiphorini, subfamilia Lamiinae. Fue descrita científicamente por Breuning en 1942.

## Descripción
Mide 6 milímetros de longitud.

## Distribución
Se distribuye por Brasil.